# Chocz (Groot-Polen)
Chocz is een dorp in het Poolse woiwodschap Groot-Polen, in het district Pleszewski. De plaats maakt deel uit van de gemeente Chocz en telt 1700 inwoners.